# Kornblumenblau
Kornblumenblau ist ein leuchtend mittel- bis hellblauer Farbton. Die Farbe ist benannt nach der Kornblume.
Kornblumenblau ist einer der häufig von dem niederländischen Maler Jan Vermeer genutzten Farbtöne.
Der englische Begriff Cornflower Blue ist einer der benannten Farbtöne im X Window System, der als CornflowerBlue (ohne Leerzeichen) als CSS3-Farbname unter die 140 Webfarben aufgenommen wurde. Definiert ist die Farbe über das Hexadezimal-Triplet #6495ED.
Kornblumenblau ist keine RAL-Farbe, ist aber im RAL Design System+ über den Code H270L50C40 als Näherungsfarbe aufgeführt.
Als Kornblumenblau wird die Anlauffarbe bezeichnet, die dem Anlassen von Stahl bei 300 °C entspricht.

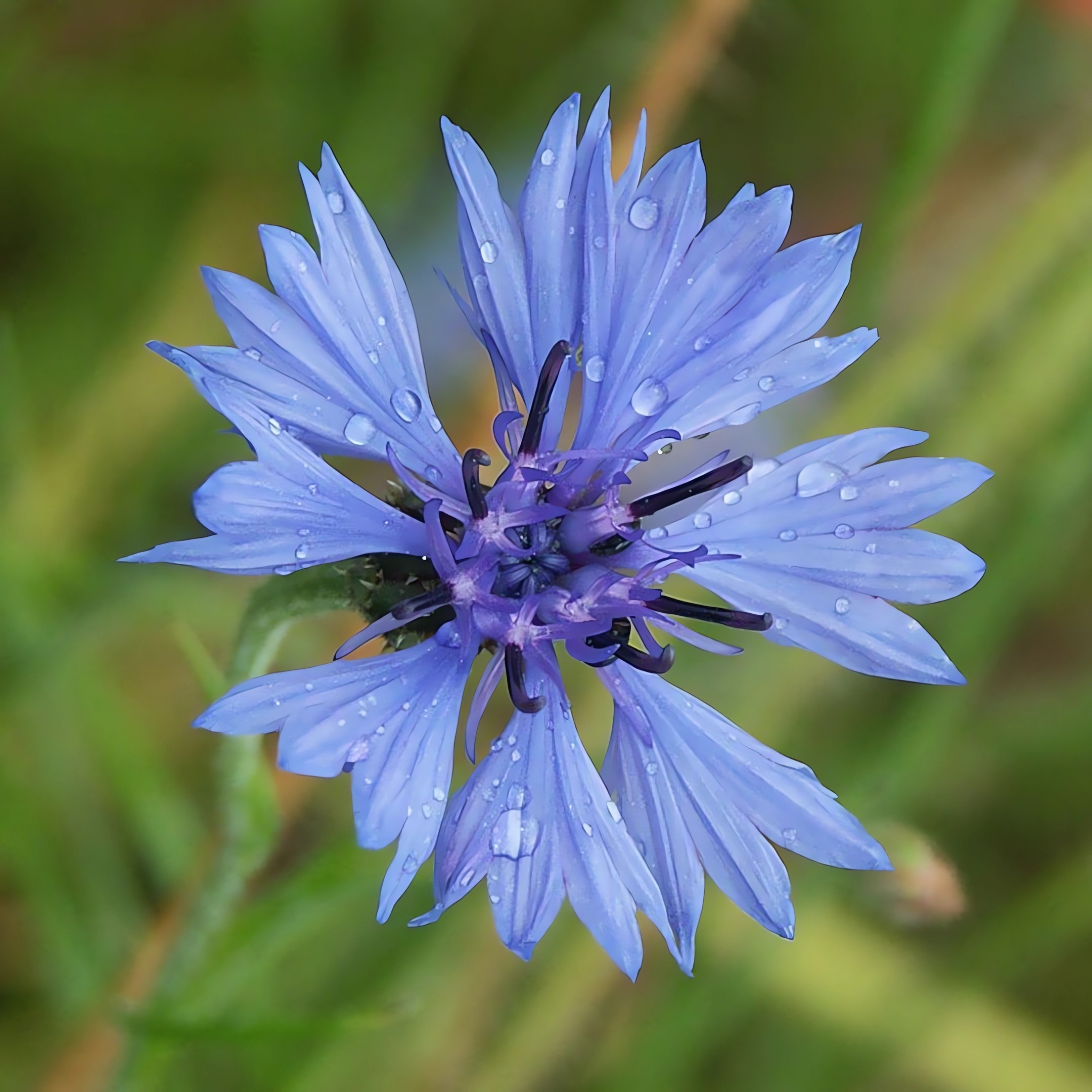
Kornblume
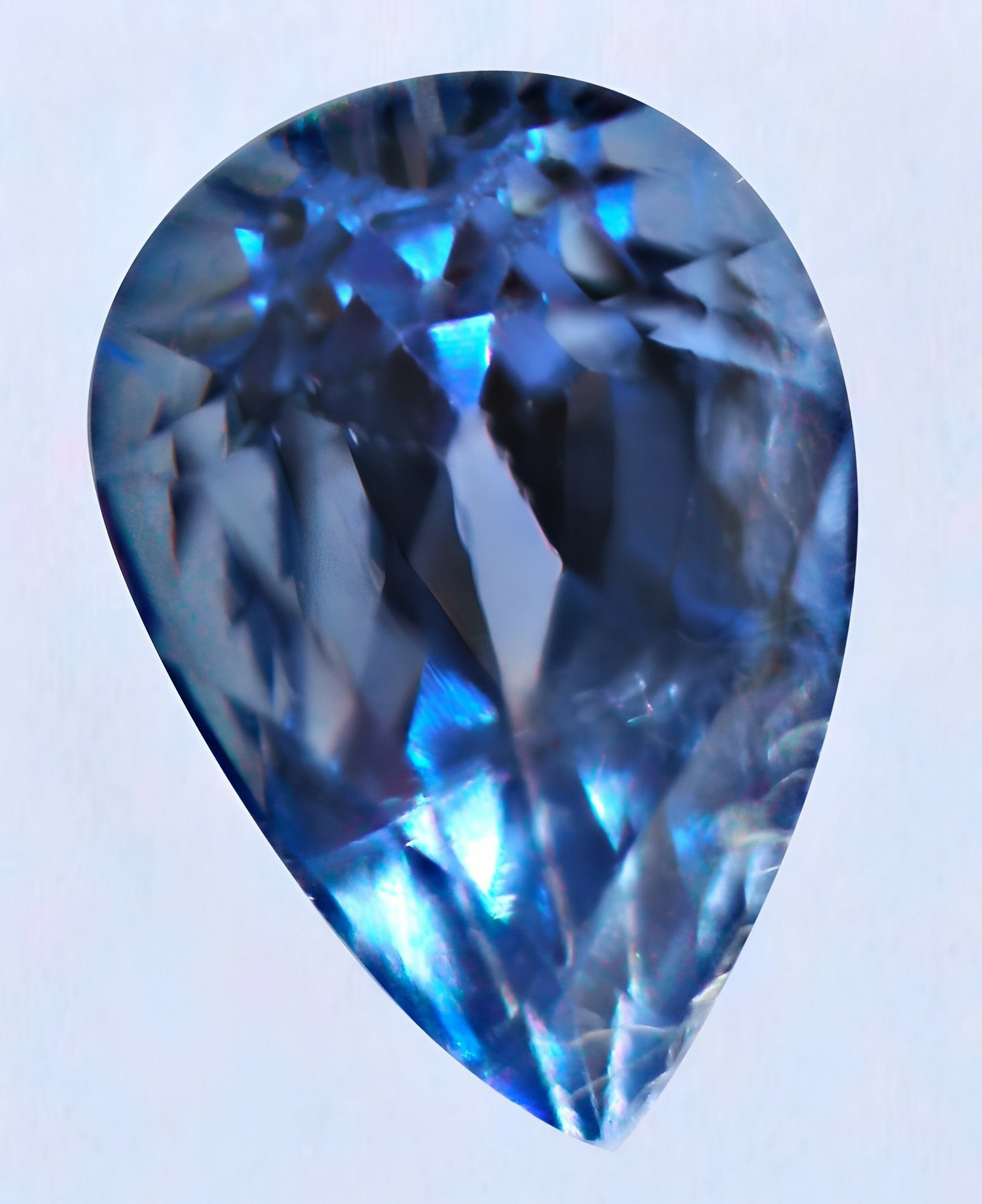
Saphir in der Farbe Kornblumenblau
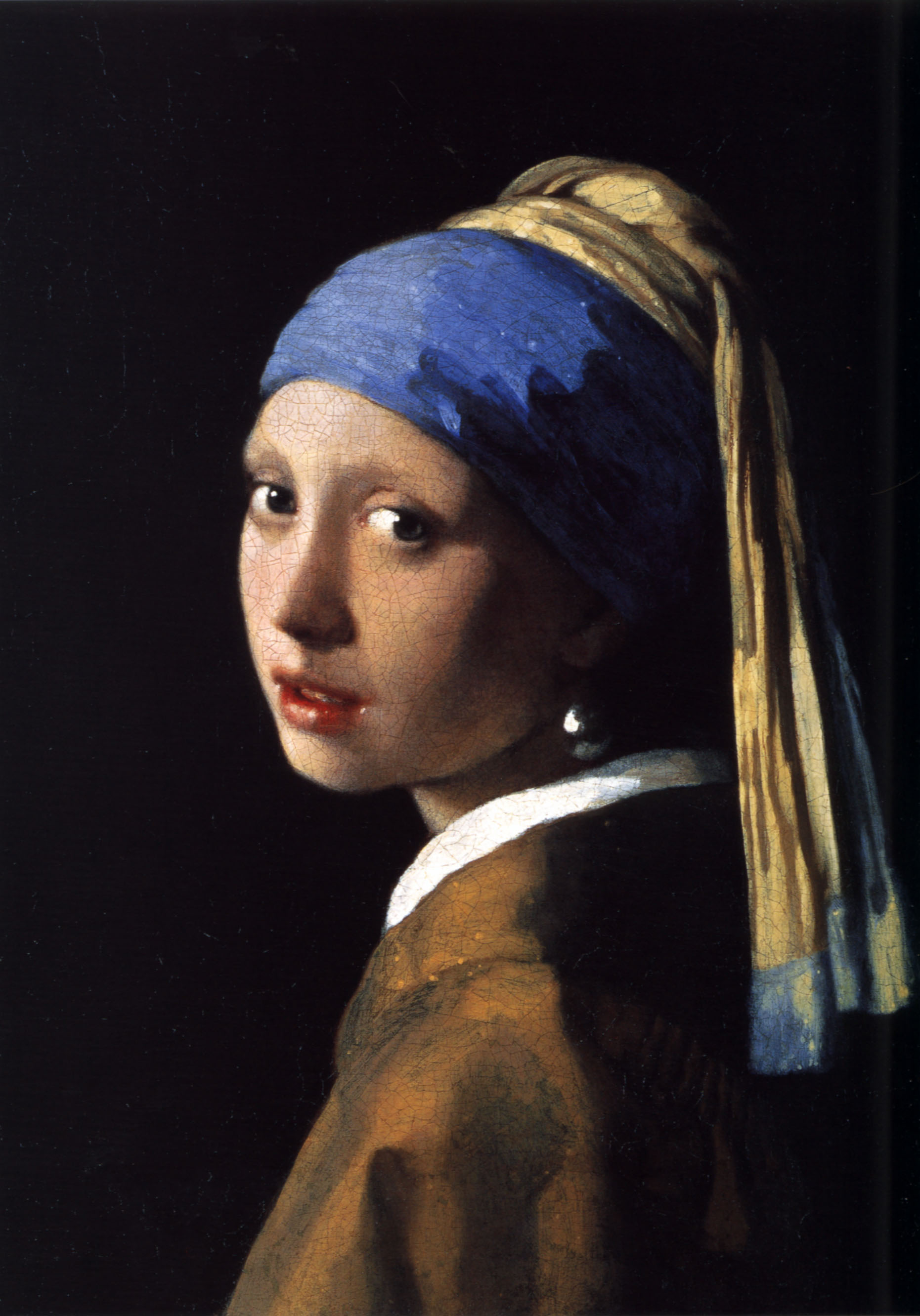
Vermeer: Das Mädchen mit dem Perlenohrring
Deutscher Dragoner mit kornblumenblauem Waffenrock
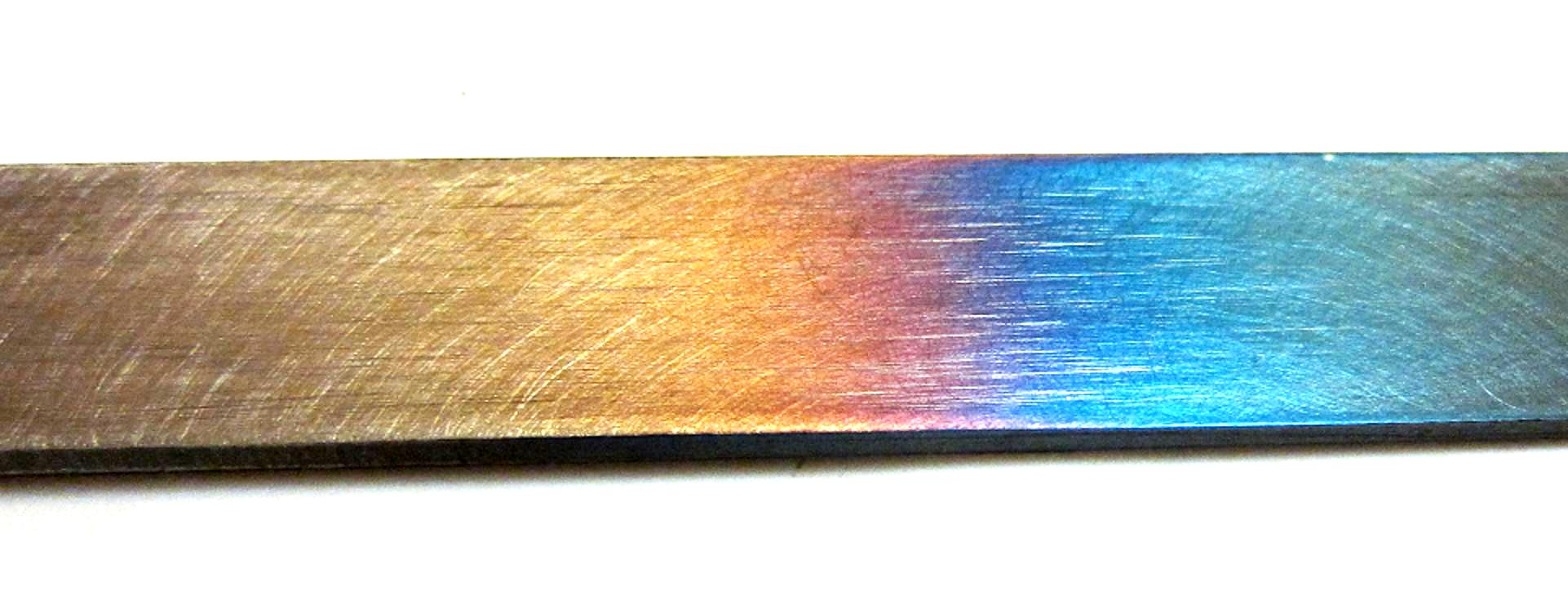
Angelassenes Stahlband - bei 300 °C erscheint es Kornblumenblau

In übertragener Bedeutung ist kornblumenblau eine saloppe Bezeichnung für „stark betrunken“.